# Jenny Saville
Jenny Saville (* 7. Mai 1970 in Cambridge, England) ist eine englische Malerin.

## Leben
1988 bis 1992 besuchte Saville die Glasgow School of Art. Sie bekam für sechs Monate ein Stipendium für die University of Cincinnati. Der Anblick dicker Frauen erweckte eine Faszination für fettes, weißes Fleisch. Ebenso wurde sie von der Künstlerin Cindy Sherman beeinflusst. 1990 wurden ihre ersten Arbeiten in der „Contemporary-'90“-Ausstellung der Royal Academy of Arts präsentiert. 1992 machte sie ihren Abschluss und anschließend folgte ein Studium an der Slade School of Art (1992–1993). Schließlich wurden ihre Arbeiten in der Ausstellung „Critic Choice“ in der „Cooling Gallery“ in Edinburgh gezeigt. Der britische, millionenschwere Werbezar und Kunstsammler Charles Saatchi wurde auf sie aufmerksam, kaufte mehrere ihrer Werke und nahm sie anschließend unter einen 18-monatigen Vertrag, um Saville zu unterstützen und ihre Bilder in der Saatchi Gallery in London auszustellen. Er erwarb Savilles Werke im Voraus und stellte ihr Atelier und Arbeitsmaterial zur Verfügung. 1994 löste sich Jenny von ihrem Gönner. Es folgten mehrere Ausstellungen:
- im New Yorker „Pace Mc Gill“
- im Stockholmer „Museum of Kalmar“ 1996[3]
- in der Londoner „Royal Academy of Arts“

Später zog sie nach New York, wo sie viel Zeit in der Praxis des plastischen Chirurgen Dr. Weintraub verbrachte. Sie schaute bei plastisch-chirurgischen Operationen über dessen Schulter und fotografierte auch dabei. So erlangte die Künstlerin ein besseres Verständnis vom menschlichen Körper und sie erkannte, dass die Medizin vielfältige Möglichkeiten habe, den menschlichen Körper zu manipulieren. Ebenso verbesserte sie ihr Wissen über Psychologie und erfuhr durch Beobachtung, welche psychologischen Probleme nach einer Operation auftreten können.
Saville war Teil der bedeutenden Ausstellung Sensation, die 1997 in der Royal Academy of Arts in London stattfand. Die Gemeinschaftsausstellung präsentierte ihre Werke neben denen anderer zeitgenössischer Künstler der Young British Artists, wie Damien Hirst, Gary Hume, Jake und Dinos Chapman, Marcus Harvey, Tracey Emin und Chris Ofili. Das Publikum und die Presse betitelten die Ausstellung als skandalös, was zu Vandalismus der Besucher führte. Savilles Arbeiten blieben verschont. Die Ausstellung verzeichnete nach ihrer dreimonatigen Dauer über 350.000 Besucher und wurde später auch in Berlin (Hamburger Bahnhof) und New York (Brooklyn Museum) gezeigt.
2004 hatte sie eine Einzelausstellung in der New Yorker Gagosian Gallery.
Sie ist mit dem Künstler Paul McPhail zusammen und lebt und arbeitet teils auf Sizilien (Italien) und auch in London, wo sie an der Slade School of Art ihrem Lehrauftrag für figürliche Malerei nachkommt.
Die walisische Rockband Manic Street Preachers verwendete für ihre Alben „The Holy Bible“ und „Journal For Plague Lovers“ als Cover Gemälde von Saville.
Jenny Saville hält den Rekord für das teuerste verkaufte Kunstwerk einer lebenden Künstlerin mit 8,25 Mio. £ (mit Aufgeld 9,5 Mio. £) für das Gemälde „Propped“, verkauft bei Sotheby’s im Oktober 2018.

## Exkurs in Savilles Arbeiten

### Savilles Themen und Art der Malerei
In einer Gesellschaft, die von physikalischen Erscheinungen besetzt ist, hat Saville eine Nische für übergewichtige Frauen in zeitgenössisch visueller Kultur geschaffen. Die Künstlerin ist bekannt für ihre massigen und großformatigen, fast riesigen Ölgemälde. Durch die Größe will sie Intimität erzeugen. Saville gebraucht eine pastose Malweise und benutzt vorwiegend Rottöne. Sie bedient sich beim Arbeiten vor allem klassischer Ausdrucksformen wie der figürlichen Malerei. Sie spricht selbst von einer Anlehnung an Peter Paul Rubens. Ebenso bezieht sich die Künstlerin auf medizinische Magazine, die sie studiert, um die Details von Fleischfarben, blaue Flecken, Venen etc. zu verinnerlichen. In einer von technischem Fortschritt gekennzeichneten Gesellschaft bleibt sie meist der Ölmalerei treu (Ausnahme: Exkurs in die Fotografie).
Das Charakteristische ihrer Arbeiten ist vor allem:
- unförmige, von hässlicher Haut umspannte Körperlandschaften in Öl auf Leinwand
- fettleibige und manchmal gesichtslose Frauen, deren gewaltige Körper mit Pink gefleckt erscheinen
- Verweis auf weibliche Schönheitsideale
- Saville räumt der Realität viel Gewicht ein und brüskiert das allgegenwärtige, weichgespülte Bild der Wirklichkeit der Medien
- Verweigerung einer ausdruckslosen, immer gleichen Schönheit.

### Ausgewählte Werkübersicht

#### Propped
(1992)
- nackte korpulente Frau, die auf einem Bettpfosten (o.ä) zu sitzen oder von ihm aufgespießt scheint (propped bedeutet aufgebockt)
- sie blickt aus gigantischen Höhen – ein Auge und die Stirn haben nicht mehr auf das Bild gepasst- forschend auf den Betrachter herab
- der Blick scheint trotzig oder kokett
- ihre überkreuzten Hände klammern sich in die Oberschenkel
- die Schenkel sind halb geschlossen und verbergen den Blick auf die Scham
- an den Füßen trägen die Frau weiße Schuhe, was an eine Braut denken lässt
- übermalt mit Notizen der französischen Feministentheoretikerin Luce Irigaray in Spiegelschrift (ca. 10 Zeilen)
- im Oktober 2018 bei Sotheby’s für 8,25 (brutto 9,5) Mio. £ versteigert [F.A.Z. 13. Oktober 2018]

#### Branded
(1992)
- Selbstporträt
- stehende, auf den Betrachter starrende dicke Frau
- gänzlich nackt
- umklammert wütend eine Speckrolle mit der linken Hand – ist sie von sich selbst angeekelt oder stolz auf ihren Umfang?
- andere Hand scheint verkrampft
- Fokus wird zuerst auf starrenden Blick gelenkt
- enorme Brüste
- sie begegnet dem Betrachter unerschrocken in ihrer Nacktheit
- auf dem Körper angedeutete Wörter: Decorative, Support, Delicate
- Saville amüsiert sich über den konventionellen Prototyp der Frau
- der Blick der Dargestellten entkräftet dieses Vorurteil.

#### Plan
(1993)
- ähnliche Assoziationen wie bei Branded
- ähnliche Darstellungsweise und Absichten
- Selbstdarstellung der Künstlerin
- neu: Linien auf dem Körper wie Höhenlinien einer Landkarte
- es handelt sich um Linien, an denen sich der Schönheitschirurg bei der OP orientiert.

#### Strategy (South Face/Front Face/North Face)
(1994)
- eine äußerst fettleibige Frau schaut den Betrachter aus drei Winkeln an
- sie ist nur spärlich bekleidet
- sehr maskuline Züge
- wurde von den Manic Street Preachers als Cover für ihr Album The Holy Bible verwendet.

#### Closed Contact
(1995–96)
- Selbstporträts
- Künstlerin drapiert ihren Körper auf einer Glasscheibe
- bis über die Schmerzgrenze verzerrte und gedehnte Haut
- ein befreundeter Fotograf, Glen Luchford, half ihr bei den Aufnahmen
- Ablichtung des malträtierten Körpers Savilles
- zusammengequetschte Brüste, Bauchfalten, Wangen und Lippen.

#### Fulcrum
(1998–99)
- auf Seziertisch liegen übereinander geschichtete, massive Frauenkörper
- Körper mit Seilen zusammengebunden
- Fleischmassen an alle Ecken der Leinwand gedrückt – scheinen Leinwand sprengen zu wollen
- Modelle: Künstlerin selbst (oben), eine Freundin in der Mitte, die Mutter der Freundin unten
- verschiedene Generationen von Fleisch berühren sich gegenseitig
- Berührung kippt in Leiden um
- gegenseitige Wegnahme von Luft und Platz
- Seil schneidet tief ins Fleisch.

#### Matrix
(1999)
- Beschäftigung mit den Geschlechtern
- bisher malte sie ausschließlich Frauen
- nun Bilder, die den Intersexuellen Del LaGrace Volcano zeigen
- eine Frau, die seit Jahren Testosteron zu sich nimmt, um sich in einen Mann zu verwandeln
- Festhalten eines im Wandel begriffenen Körpers, der das Geschlechtsteil leugnet und doch zur Schau stellt
- die Person ist im Werden
- Saville bedient sich einer aggressiven Bildsprache.

#### Pause
(2003)
- Saville wurde zuletzt vom Attentat auf das World Trade Center am 11. September 2001 inspiriert
- Darstellung von wahrhaftig geschundenen Körpern
- die Farbe Rot dominiert
- blutüberströmte Körper
- das Bild geht zurück auf ein Foto einer Frau, die in Israel ein Selbstmordattentat begangen hat.

#### Stare
(2005)
- Im Vordergrund ist ein geschlechtlich nicht identifizierbares Kind zu sehen; es soll sich laut Saville um ein Mädchen handeln.
- Die rechte Gesichtshälfte des Kindes ist blutverschmiert
- Der Hintergrund des Bildes ist in einfachem Blau gehalten.
- Das Gemälde wurde von den Manic Street Preachers als Cover für ihr Album Journal for Plague Lovers verwendet.